# Erfafscheiding

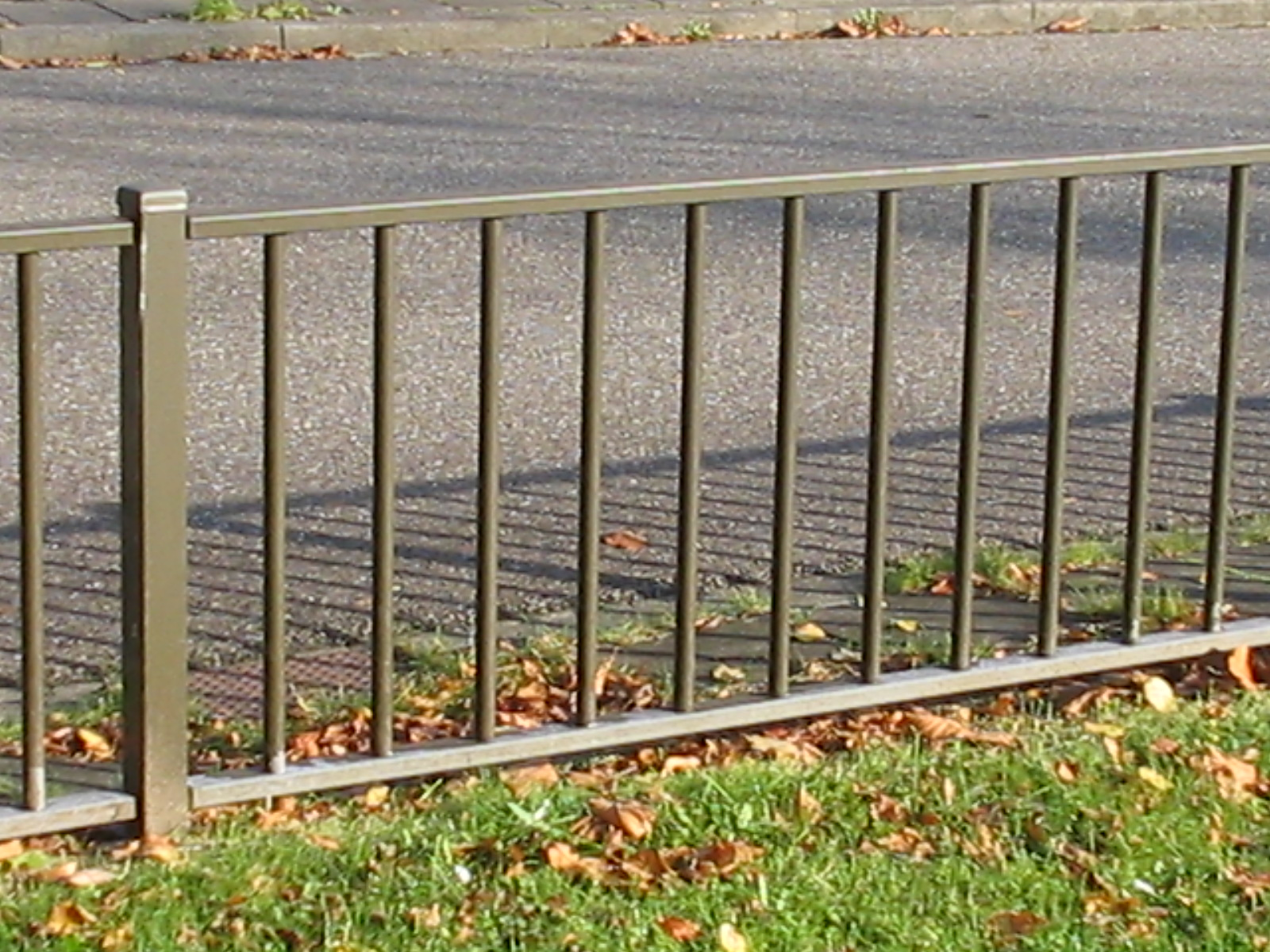
Een erfafscheiding met een hek

Een erfafscheiding is een constructie om de grens met bijvoorbeeld de buren aan te geven. Een erfafscheiding kan een natuurlijke vorm hebben (bijvoorbeeld een haag of heg) of een constructie zijn in bijvoorbeeld de vorm van een schutting of een hekwerk.
In Nederland mag men zonder bouwvergunning of bouwmelding erfafscheidingen achter de voorgevelrooilijn plaatsen met een hoogte van maximaal 2 meter, voor zover een verordening of een plaatselijke gewoonte de wijze of de hoogte der afscheiding niet anders regelt. De voorgevel- en achtergevelrooilijn is een lijn die niet overbouwd mag worden en valt in de regel samen met de voor- en achtergevel. Vóór de voorgevelrooilijn mogen slechts erfafscheidingen worden geplaatst met een hoogte van maximaal 1 meter. In alle andere gevallen is een bouwvergunning nodig.
De grenzen van de erfafscheiding van een perceel zijn vastgelegd op kaarten van het kadaster.